# Луций Лициний Поллион
Луций Лициний Поллион (лат. Lucius Licinius Pollio; III век до н. э.) — римский политический деятель из плебейского рода Лициниев, сенатор, легат в 208 году до н. э., во время Второй Пунической войны. Упоминается в сохранившихся источниках в связи с единственным эпизодом: когда консул Марк Клавдий Марцелл погиб в бою с карфагенянами, Поллиона вместе с Луцием Цинцием Алиментом и Секстом Юлием Цезарем сенат направил к тяжело раненному второму консулу, Титу Квинкцию Криспину, с предложением назначить диктатора для проведения выборов. Исследователи отмечают, что Цезарь был действующим претором, а Алимент преторием (бывшим претором), в то время как Луций Лициний, по-видимому, не занимал курульных должностей и не обладал заметным влиянием. Предположительно своим участием в важной миссии он был обязан сородичам, двое из которых были преторами 208 года до н. э.